# Cecílie Thompsonova
Cecílie Thompsonova (Caecilia thompsoni) je druh obojživelníka – červora – z čeledi cecíliovití (Caeciliidae) a rodu cecílie (Caecilia). Druh popsal belgicko-britský zoolog George Albert Boulenger v roce 1902.
Cecílie Thompsonova se vyskytuje na severozápadě Kolumbie v departmentech Antioquia, Boyacá, Caldas, Cundinamarca, Santander, Tolima a Valle del Cauca. Je největším zástupcem čeledi cecíliovití a největším červorem. Může dosahovat hmotnosti až 1 kg a délky i okolo 1,5 metru, zatímco většina ostatních cecíliovitých měří mezi 30 a 50 cm.
Největší zaznamenaný exemplář cecílie Thompsonovy byl odchycen v roce 2006 v obci Victoria v departmentu Caldas a měřil 176,7 cm.
Cecílie Thompsonova žije v podzemí ve vlhkých lesích i otevřenějších oblastech v nadmořské výšce 300 až 1300 metrů. Biologie Cecílie Thompsonovy není prozkoumána, pravděpodobně je vejcorodá a prodělává přímý vývoj. Zdá se, že dobře snáší změny na stanovištích. Proto a kvůli předpokládané velké populaci v rozsáhlém areálu ji Mezinárodní svaz ochrany přírody považuje za málo dotčený taxon.